# Epitrocleítis
La epitrocleítis, también llamada codo de golfista o epicondilitis medial, es la denominación que se le da a una enfermedad del codo en la cual se produce una tendinitis en la inserción de los músculos epitrocleares. Suele estar provocada por la repetición de determinados movimientos, como la flexión del codo y muñeca o la pronación del antebrazo.

## Síntomas
Provoca dolor en el codo que se localiza en la cara interna del mismo y puede extenderse hacia el borde interno del antebrazo. El dolor suele disminuir con el reposo de la articulación y aumenta con los movimientos de flexión de la muñeca y los dedos.
Esta lesión es frecuente en los jugadores de golf, provocada por la repetición de la maniobra del swing, también aparece en otros deportes como en el lanzamiento de jabalina y el tenis. Asimismo es usual en personas que no practican ningún deporte, pero realizan de forma repetitiva movimientos de flexión de muñeca por su actividad laboral.

## Diagnóstico diferencial
Debe diferenciarse de la epicondilitis o codo de tenista que es mucho más frecuente y produce dolor en la cara externa del codo. Para su diagnóstico se pueden emplear distintos test ortopédicos como la prueba de Cozen, el test de Mill o la prueba de la silla .

## Tratamiento de la epitrocleítis
El tratamiento de esta afección se basa en recomendar reposo para evitar los movimientos repetitivos que ocasionan el proceso, realizar una adaptación ergonómica y la reeducación de los movimientos. También se emplean infiltraciones de corticoides y antiinflamatorios por vía oral o administrados en forma de pomada o gel. Son útiles las medidas de tipo fisioterapéutico y en los casos más graves que no responden a ninguno de los tratamientos anteriores se utiliza la cirugía. Asimismo se usan unas órtesis denominadas cinchas, las cuales se colocan en el codo y cuya función es reducir la tensión que ejercen los músculos en la inserción tendinosa.